# Дипломатична місія Радкевича-Портянки (1669)
Радкевича-Портянки дипломатична місія 1669 — посольство до турецького султана Мегмеда IV. Андрусівський договір (перемир'я) 1667 та безрезультативність спроб домогтися рівноправного договору між правобічною Гетьманщиною і Московською державою або з Річчю Посполитою змусили гетьмана Петра Дорошенка шукати союзу з Османською імперією. Це рішення було прийняте на Корсунській раді (березень 1669). Після цього П.Дорошенко відправив до турецького султана Мегмеда IV велике посольство на чолі із Семеном Портянкою, хорунжим Прилуцького полку, та Михайлом Радкевичем (Раткевичем, Радченком), обозним Миргородського полку 1655—69. Крім найближчого оточення послів (дві особи, у тому числі уманський полковник Григорій Білогруд), до Стамбула було послано численну делегацію від 10-ти правобічних і 8-ми лівобічних полків (по 3 особи від кожного полку). Разом із ними вирушили турецькі посли, які були присутні на Корсунській раді (візир Махмуд і Делавер-паша). За дорученням гетьмана П.Дорошенка та митрополита Йосифа (Нелюбовича-Тукальського) посольство мало домагатися від султана Мегмеда IV усунення кримського хана Аділь-Гірея «Чобана» (див. Аділ-Гірей) та військової допомоги для гетьмана. Посли мали вирішити ці важливі питання при зустрічі з константинопольським патріархом Мефодієм III. 1 червня 1669 посольство було прийняте султаном Мегмедом IV, який вимагав таких умов для України, на яких в Османській імперії перебували Молдавія та Валахія, але посольство добилося від нього згоди на укладення союзу і отримало «санджаки» (клейноди), а саме бунчук і прапор. С.Портянка був затриманий на певний час у Туреччині. Клейноди, із султанською грамотою від 1 травня 1669, повезли П.Дорошенку Г.Білогруд та новий турецький посол в Україну. Була привезена також благословенна грамота патріарха Мефодія III, якою підтверджувався вибір Йосифа (Нелюбовича-Тукальського) київським митрополитом. Успішна місія Радкевича-Портянки до певної міри посилила авторитет П.Дорошенка і прихильників орієнтації на Османську імперію.